# Маклохлин, Патрик
Патрик Маклохлин, барон Маклохлин в ирландской транскрипции ([məˈklɔxlɪn]) или Патрик Маклафлин, барон Маклафлин (англ. Patrick McLoughlin, Baron McLoughlin; род. 30 ноября 1957, Стаффорд, Англия) — британский политик, министр транспорта в первом и втором кабинетах Дэвида Кэмерона (2012—2016). Канцлер Герцогства Ланкастерского и председатель Консервативной партии в первом и втором кабинетах Терезы Мэй (2016—2018).

## Биография
Окончил католическую школу имени кардинала Гриффина в Кэнноке (графство Дербишир), университетского образования не получил.
В 16 лет окончил школу, далее учился в Стаффордширском сельскохозяйственном колледже при Колледже южного Стаффордшира (South Staffordshire College). В 1974 году трудился на ферме, в тот же год пришёл на шахту Littleton Colliery в Кэнноке и приступил к работе в Национальном угольном союзе (NCB) — корпорации, объединяющей национализированные шахты. В 1980 году избран в окружной совет Кэннок Чейз и работал там до 1987 года, одновременно в 1981—1987 годах входил в совет графства Стаффордшир.
В 1982—1984 годах Маклохлин являлся заместителем председателя национальной организации молодых консерваторов. В 1983 году неудачно баллотировался в Палату общин в избирательном округе Юго-западный Вулверхэмптон в английском графстве Уэст-Мидлендс. 8 мая 1986 года впервые был избран на дополнительных выборах в округе Западный Дербишир в графстве Дербишир (его предшественник Мэтью Пэррис досрочно сдал мандат, поскольку начал карьеру на телевидении) и неизменно сохранял этот округ за собой на всех последующих выборах (начиная с парламентских выборов 6 мая 2010 года округ преобразован в Дербишир Дейлз). В 1987—1988 годах являлся парламентским личным секретарём младшего министра образования Анджелы Рамболд, а в 1988—1989 годах занимал ту же должность при министре торговли и промышленности Дэвиде Янге. Парламентский помощник министра транспорта со сферой ответственности в области авиации и судоходства в 1989—1992 годах, объединённый парламентский помощник министра занятости (Joint Parliamentary Under-Secretary of State) в 1992—1993 годах, парламентский помощник министра торговли и промышленности в 1993—1994 годах, помощник парламентского организатора в 1995—1996 годах, парламентский организатор в 1996—1997 годах. Соорганизатор парламентского меньшинства в 1997—1998 годах, заместитель оппозиционного парламентского организатора в 1998—2005 годах, парламентский организатор меньшинства в 2005—2010 годах, парламентский секретарь Казначейства и старший парламентский организатор в 2010—2012 годах.
4 сентября 2012 года Маклохлин назначен министром транспорта в первом кабинете Кэмерона.
7 мая 2015 года на очередных парламентских выборах Маклохлин получил в своём округе Дербишир Дейлз 52,4 % голосов, его основной конкурент лейборист Энди Ботам (Andy Botham) заручился поддержкой 22,7 % избирателей.
11 мая 2015 года Дэвид Кэмерон сформировал по итогам выборов новый кабинет, в котором Патрик Маклохлин сохранил кресло министра транспорта.
13 июля 2016 года Дэвид Кэмерон ушел в отставку с должности премьер-министра в связи с исходом референдума о членстве Британии в Евросоюзе, на котором британцы проголосовали за выход Великобритании из ЕС. Преемником Кэмерона стала министр внутренних дел Великобритании Тереза Мэй, в её кабинете получил портфель канцлера Герцогства Ланкастерского и должность председателя Консервативной партии.
8 января 2018 года в ходе массовых перестановок во втором кабинете Мэй освобождён от обеих своих должностей.